# Elisabeth Karlssonová
Elisabeth Karlsson, (* 20. července 1967) je bývalá reprezentantka Švédska v judu. Několikanásobná medailistka z mistrovství Evropy.

## Kariéra
Závodila v období, kdy ženské judo nebylo součástí olympijských her. Sportovní kariéru ukončila v roce 1991 po mistrovství světa v Barceloně.
Syn Marcus (* 1990) šel v jejích stopách a v roce 2010 vybojoval pro Švédsko historicky první zlatou medaili z vrcholné akce.